# 地域発ドラマ
地域発ドラマ（ちいきはつドラマ）は、日本放送協会（NHK）の地域放送局が制作するテレビドラマである。
地域ドラマあるいは地方発ドラマ（ちほうはつドラマ） とも称され、地域ドラマについては本部（旧首都圏放送センター、現在の首都圏局）制作分を除き、放送局の都市名あるいは都道府県名を前冠で付けた「○○発地域ドラマ」と称される（例えばNHK札幌放送局の場合なら「札幌発地域ドラマ」となる）が、中には「ヒロシマ8.6ドラマ（ヒロシマはちろくドラマ）」と称してテーマを限ったものもある。

## 概要
原則として、NHKのドラマ制作部門が設けられている東京・大阪・名古屋以外の地域放送局が制作するテレビドラマを指し、各放送局が地域の思いや地域が抱えているテーマを描き、地元の方言を取り入れながら地域の視聴者に呼び掛けることにドラマ制作の主眼が置かれている。ただ、2017年以後、東京本部・大阪局・名古屋局もこの枠に参入している。連続ドラマとは違い、主に開局記念番組として特定の地域（都道府県単位あるいはブロック単位）に向けて放送された後全国放送となる場合が多い。
地域放送局のドラマ制作が盛んになったのは2000年代からで、代表的なものとしてNHK福岡放送局が2002年に制作を開始した福岡発地域ドラマがある。2000年代後半に入ってからは毎年5本前後の作品が放送されるようになっている。2012年度に、BSプレミアムのプレミアムドラマ枠で新たに「地域枠」が設けられることになった。
なお2013年度はプレミアムドラマの枠は基本連続ドラマ（1作品あたり6 - 8回程度）が中心となったため、水曜日（2013年度のみ『水曜プレミアムスペシャル』、2014年度以後は別の定時番組と交互で概ね数か月に1度差し替え）や土曜日のゴールデン・プライム枠の単発ゾーン『ザ・プレミアム』での放送が中心となっている。

## 主な作品一覧
| 年            | 作品名                                           | 制作局                 | 備考 |
| ------------- | ------------------------------------------------ | ---------------------- | --- |
| 2002年 - 現在 | 福岡発地域ドラマ                                 | 福岡                   | 作品など詳細は当該項目参照。 |
| 2007年        | 雪あかりの街                                     | 札幌                   | 5月25日北海道地方先行放送、12月16日全国放送。 |
| 2008年        | 帽子                                             | 広島                   | タイトルは「NHK広島放送局開局80年ドラマ」の記載。 平成20年度文化庁芸術祭テレビドラマ部門優秀賞受賞。 |
| 2009年        | 火の魚                                           | 広島                   | |
| 2009年        | スキップ!〜商店街が生んだアイドル〜              | 山形                   | |
| 2010年        | 農ドル!                                          | 松江                   | |
| 2011年        | 恋するキムチ                                     | 岐阜                   | |
| 2012年        | 港町相撲ボーイズ                                 | 富山                   | タイトルは「富山発スペシャルドラマ」の記載。2011年12月16日に東海・北陸地方で先行放送。 |
| 2012年        | あのひとあの日                                   | 佐賀                   | タイトルは「NHK佐賀放送局開局70年記念ドラマ」の記載。 東京ドラマアウォード2012ローカル・ドラマ賞受賞。 |
| 2012年        | 大地のファンファーレ                             | 札幌・帯広             | |
| 2012年        | カゲロウの羽                                     | 高知                   | タイトルは「NHK高知放送局開局80周年記念ドラマ」の記載。 |
| 2012年        | 無垢の島                                         | 大分                   | タイトルは「NHK大分放送局 開局70年記念ドラマ」の記載。 |
| 2012年        | ヤアになる日〜鳥羽・答志島パラダイス〜           | 津                     | 演出：東山充裕 主演：倉科カナ |
| 2012年        | 神様の赤ん坊                                     | 札幌                   | |
| 2013年        | 今日も地獄でお待ちしています                     | 大分                   | |
| 2013年        | 歩く、歩く、歩く〜四国遍路道〜                   | 松山                   | |
| 2013年        | 命のあしあと                                     | 宮崎                   | |
| 2013年        | 石坂線物語                                       | 大津                   | 2012年9月21日（「華の火 それは、すべての人に見えない」）、12月7日（「豆腐の味」）2013年3月15日（「おかえり」）滋賀県域先行放送。2013年3月27日3作全国放送。                                                                           |
| 2013年        | 父の花、咲く春 〜岐阜･長良川幇間物語〜           | 岐阜                   | |
| 2013年        | 狸な家族                                         | 徳島                   | |
| 2013年        | 基町アパート                                     | 広島                   | タイトルは「ドキュメンタリードラマ」の記載。 |
| 2013年        | 恐竜せんせい                                     | 福井                   | タイトルは「NHK福井開局80周年記念ドラマ」の記載。 |
| 2013年        | 菜の花ラインに乗りかえて                         | 千葉                   | |
| 2013年        | 田上トパーズ!                                    | 大津                   | |
| 2013年        | かつお                                           | 仙台                   | タイトルは「特集ドラマ」の記載。 |
| 2013年        | 私の父はチャンポンマン                           | 長崎                   | |
| 2014年        | 木曽オリオン                                     | 長野                   | |
| 2014年        | ちょっとは、ダラズに。                           | 鳥取                   | |
| 2014年        | 花園オールドボーイ                               | 大阪                   | |
| 2014年        | そんじょそこら商店街                             | 大分                   | |
| 2014年        | ダルマさんが笑った。                             | 高知                   | |
| 2014年        | さぬきうどん融資課                               | 高松                   | |
| 2014年        | かたりべさん                                     | 広島                   | タイトルは「ヒロシマ8.6ドラマ」の記載。8月3日全国放送（NHK総合）。 |
| 2014年        | ライドライドライド                               | 宇都宮                 | |
| 2014年        | 鵜飼いに恋した夏                                 | 京都                   | |
| 2014年        | 戦艦大和のカレイライス                           | 広島                   | |
| 2014年        | ザ・ラスト・ショット                             | 秋田                   | |
| 2015年        | 独眼竜 花嫁道中                                  | 仙台                   | |
| 2015年        | 一番電車が走った                                 | 広島                   | タイトルは「戦後70年」の記載。 |
| 2015年        | 私の青おに                                       | 山形                   | |
| 2015年        | ガッタン ガッタン それでもゴー                   | 岐阜                   | |
| 2015年        | 東京ウエストサイド物語                           | 本部首都圏放送センター | タイトルは「八王子発ドラマ」の記載。 |
| 2015年        | 赤レンガ                                         | 広島                   | タイトルは「被爆70年特集ドラマ」の記載。9月11日中国地方先行放送、12月16日全国放送。 |
| 2015年        | 農業女子はらぺ娘（はらぺこ）                     | 札幌                   | 演出：東山充裕 主演：前田亜季 |
| 2016年        | インディゴの恋人                                 | 岡山                   | |
| 2016年        | 僕が父親になるまで                               | 札幌                   | タイトルは「北海道発スペシャルドラマ」の記載。3月2日北海道地方先行放送、3月24日全国放送。 |
| 2016年        | “くたばれ”坊っちゃん                             | 松山                   | |
| 2016年        | ふろたき大将 故郷に帰る                          | 広島                   | タイトルは「ヒロシマ8.6ドラマ」の記載。7月1日中国地方先行放送、8月4日全国放送（NHK総合）。 |
| 2016年        | 宮崎のふたり                                     | 宮崎                   | |
| 2016年        | 進め!青函連絡船                                  | 青森                   | |
| 2016年        | 舞え!KAGURA姫                                    | 広島                   | 11月30日、BSプレミアムで放送。 主演の葵わかながヒロインを務める連続テレビ小説『わろてんか』放送直前に、NHK総合でも放送された。（2017年9月29日中国地方向け / 10月1日全国放送。）                                                      |
| 2016年        | ラジカセ                                         | 津・名古屋             | タイトルは「三重発地域ドラマ」の記載。 |
| 2017年        | 朗読屋                                           | 山口                   | 東京ドラマアウォード2017ローカル・ドラマ賞受賞。 |
| 2017年        | 千住クレイジーボーイズ                           | 本部首都圏放送センター | タイトルは「東京・足立区発ドラマ」の記載。 |
| 2017年        | アオゾラカット                                   | 大阪                   | |
| 2017年        | ガタの国から                                     | 佐賀                   | |
| 2017年        | ふたりのキャンバス                               | 広島                   | タイトルは「ヒロシマ8.6ドラマ」の記載。8月1日中国地方先行放送、8月5日全国放送（NHK総合）。 |
| 2017年        | GO!GO!フィルムタウン                             | 北九州 （福岡局協力）  | 10月13日北九州・筑豊地域にて先行放送（NHK総合）、18日全国放送（NHK BSプレミアム）。 |
| 2018年        | あったまるユートピア                             | 神戸                   | 2017年12月8日兵庫県にて先行放送（NHK総合）、2018年1月24日全国放送（NHK BSプレミアム）。 |
| 2018年        | 越谷サイコー                                     | さいたま               | 2018年2月28日にBSプレミアムにて放送。その後同年9月24日にNHK総合テレビジョンで全国放送される筈だったが、主演の吉澤ひとみの飲酒ひき逃げ事件により放送中止となり、急遽『とことんフランス!深田恭子のジャポニスム2018』に差し替えられた。 |
| 2018年        | 真夜中のスーパーカー                             | 名古屋                 | タイトルは「愛知発地域ドラマ」の記載。3月28日放送（BSプレミアム）。 |
| 2018年        | R134/湘南の約束                                  | 横浜                   | |
| 2018年        | ワンダーウォール                                 | 京都                   | |
| 2018年        | 夕凪の街 桜の国2018                              | 広島                   | タイトルは「NHK広島 開局90年ドラマ」の記載。 |
| 2018年        | いよっ!弁慶                                      | 金沢                   | タイトルは「石川発地域ドラマ」の記載。 |
| 2018年        | プラスティック・スマイル                         | 静岡                   | |
| 2019年        | かんざらしに恋して                               | 長崎                   | 東京ドラマアウォード2019ローカル・ドラマ賞受賞。 |
| 2019年        | ひなたの佐和ちゃん、波に乗る!                    | 宮崎                   | プロデューサー：東山充裕 主演：池間夏海 |
| 2019年        | 黄色い煉瓦〜フランク・ロイド・ライトを騙した男〜 | 名古屋                 | |
| 2020年        | シューカツ屋                                     | 福井                   | |
| 2020年        | ピンぼけの家族                                   | 長野                   | タイトルは「信州発地域ドラマ」の記載。 |
| 2021年        | 金色の海                                         | 秋田                   | |
| 2021年        | ペペロンチーノ                                   | 仙台                   | タイトルは「宮城発地域ドラマ」の記載。 第47回放送文化基金賞テレビドラマ番組最優秀賞受賞。 東京ドラマアウォード2021ローカル・ドラマ賞受賞。                                                                                           |
| 2022年        | この花咲くや                                     | 鹿児島                 | 鹿児島局での制作は初 タイトルは「鹿児島発地域ドラマ」の記載。 東京ドラマアウォード2022ローカル・ドラマ賞受賞。 |
| 2022年        | 君の足音に恋をした                               | 大分                   | |
| 2022年        | 春の翼                                           | 札幌                   | |